# اندلاع إعصار 2021 في الولايات المتحدة
تسبب اندلاع الإعصار النادر والعنيف والمميت في أواخر الموسم في أضرار كارثية والعديد من الوفيات عبر أجزاء من جنوب الولايات المتحدة ووادي أوهايو من مساء يوم 10 ديسمبر حتى الصباح الباكر من يوم 11 ديسمبر 2021. تقدم الحدث مع تقدم حوض صغير باتجاه الشرق عبر الولايات المتحدة، متفاعلًا مع بيئة رطبة وغير مستقرة بشكل غير معقول عبر وادي المسيسيبي. بدأ نشاط تورنادو في شمال شرق أركنساس، قبل أن يتقدم إلى ميزوري وإلينوي وتينيسي وكنتاكي.
كان السبب الأكثر غزارة في النشاط هو عاصفة رعدية خارقة طويلة المسار أنتجت عائلة من الأعاصير القوية، إن لم يكن إعصارًا واحدًا طويل المسار، عبر أربع ولايات في منتصف الجنوب. الأعاصير ليلية لمست أول ما نزل في شمال شرق ولاية اركنسو، وتتبع من خلال ميسوري بوثيل، والتمزيق من خلال مدن مثل مونيت وليتشفيل، أركنساس، و هايتي وكاروثرزفيل بولاية ميسوري. بعد عبور نهر المسيسيبي إلى أجزاء من غرب تينيسي، اجتاحت العاصفة في النهاية غرب كنتاكي، حيث تعرضت مدن مايفيلد وبنتون وداوسون سبرينغز وبريمن لأضرار جسيمة.
تشير التقديرات الأولية إلى أن عائلة الإعصار - التي حددتها بعض وسائل الإعلام على أنها «إعصار كواد-ستايت»، نظرًا لخصائص العاصفة المماثلة لإعصار الولايات الثلاث الذي حدث قبل 96 عامًا - ربما تكون قد قطعت مسارًا يصل إلى 250 ميل (400 كـم) عبر المناطق المتضررة؛ إذا تم التأكد من أنه إعصار واحد من خلال استطلاعات العاصفة، فإنه سيتجاوز 18 مارس 1925، حدث الإعصار (الذي قطع 219 ميل (352 كـم) عبر ميزوري وإلينوي وإنديانا) من حيث طول المسار. أثرت عواصف رعدية أخرى على أجزاء من شرق ميسوري، وجنوب إلينوي، وغرب ووسط ولاية تينيسي، وغرب ووسط كنتاكي خلال وقت متأخر من المساء حتى الساعات الليلية من يوم 11 ديسمبر، بما في ذلك ثلاثة أعاصير شديدة ضربت بولينج جرين، كنتاكي؛ إدواردسفيل، إلينوي؛ ولاية ميسوري.
تم تأكيد مقتل ما لا يقل عن 76 شخصًا بسبب الأعاصير، متجاوزًا إعصار فيكسبيرغ بولاية ميسيسيبي في 5 ديسمبر 1953، والذي تسبب في مقتل 38 شخصًا، باعتباره أكثر أحداث الإعصار دموية التي تم تسجيلها في الولايات المتحدة على الإطلاق. تشير التقديرات غير المؤكدة إلى أن تفشي الإعصار ربما تسبب في وفاة 100 شخص في جميع أنحاء الولايات الأربع، مع مخاوف من وفاة 70 شخصًا في مايفيلد، كنتاكي وحدها، مما سيجعله أكثر أحداث الإعصار دموية في جميع أنحاء العالم منذ مايو 2011. في ولاية كنتاكي، تم تأكيد وفاة 63 شخصًا حتى الآن، مما يجعل تفشي هذا المرض ثالث أكثر أحداث الإعصار فتكًا في تاريخ ولاية كنتاكي، بعد إعصار منطقة لويزفيل في 27 مارس 1890، والذي تسبب في وفاة 76 شخصًا؛ والاندلاع العظيم في الفترة من 3 إلى 4 أبريل 1974، والذي أدى إلى مقتل 71 شخصًا على مستوى الولاية.

## ملخص الأرصاد الجوية

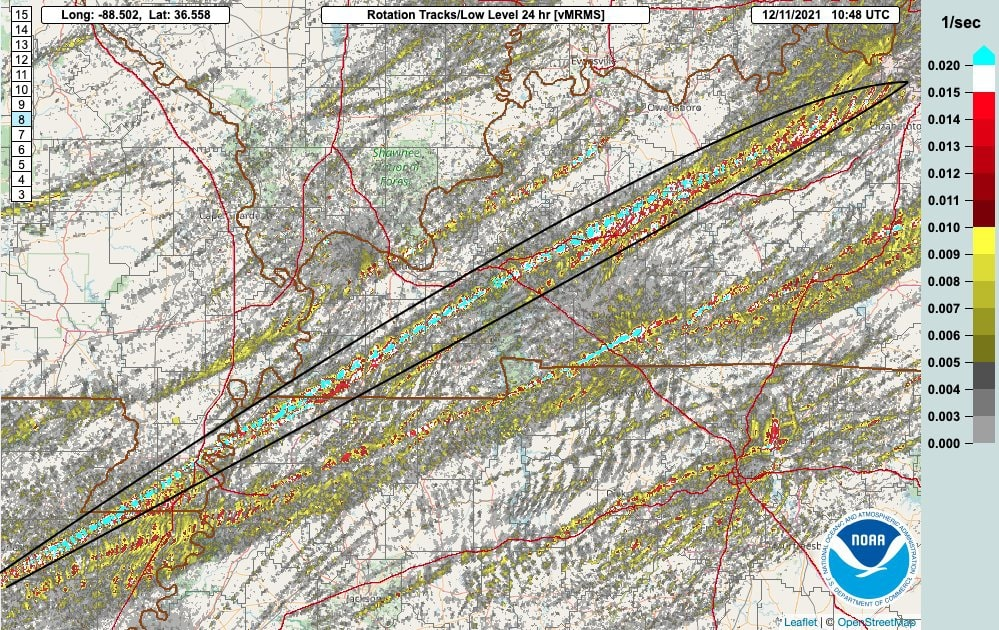
مسارات التناوب لعائلة كواد-ستايت تورنادو، والتي حدثت في جميع أنحاء أركنساس وميسوري وتينيسي وكنتاكي خلال ليلة 10 ديسمبر وحتى اليوم التالي. أقوى تناوب باللون الأزرق. المنطقة المتضررة من قبل عائلة تورنادو الرباعية الدولة المحاصرة.

حدد مركز التنبؤ بالعواصف (SPC) لأول مرة خطرًا طفيفًا لظهور طقس قاسي على طول جزء كبير من وادي المسيسيبي في ديسمبر 8. على الرغم من احتمال ظهور تهديد خطير أعلى حدًا، أعرب المتنبئون عن عدم اليقين فيما يتعلق بمدى عدم الاستقرار، ودرجة قص الرياح الاتجاهية، والتوقيت المتأخر للعواصف المحتملة. في اليوم التالي، ناقشت مركز التنبؤ بالعواصف درجة عالية من اليقين في ممر من احتمال حدوث عواصف رعدية شديدة منظمة تمتد من جنوب شرق أركنساس شمال شرق إلى جنوب إنديانا، مما أدى إلى الارتقاء بهذه المنطقة إلى خطر محسّن.
مع تقدم مستوى منخفض مكثف عبر السهول المرتفعة، مع عدم استقرار قوي وعودة الرطوبة التي تم تحقيقها عبر وادي المسيسيبي، وسعت مركز التنبؤ بالعواصف المخاطر المحسنة وقدمت منطقة مخاطر معتدلة من شمال شرق أركنساس إلى جنوب إلينوي في صباح يوم 10 ديسمبر. أشار المتنبئون إلى أن ظروف الغلاف الجوي ساعدت على تطوير خلايا فائقة ليلية قادرة على إنتاج أعاصير طويلة المدى وقوية.
الساعة 3:00 مساء بتوقيت المنطقة الزمنية الوسطى (21:00 بالتوقيت العالمي المنسق)، أصدرت مركز التنبؤ بالعواصف ساعة إعصار عبر المنطقة الأكثر خطورة (تشمل وسط وشرق أركنساس وغرب تينيسي وشمال غرب ميسيسيبي وجنوب شرق ميسوري والأجزاء الجنوبية من إلينوي وإنديانا)، تم إصدار الجزء الأول من أحد عشر خلال الساعات اللاحقة فوق الوسط وادي المسيسيبي. تطورت العواصف الأولية عبر وسط أركنساس حوالي الساعة 2:00 مساء توقيت وسط أمريكا (20:00 بالتوقيت العالمي)، مع تطور نشاط أضعف فوق وسط ميسوري قليلاً11⁄2 ساعة في وقت لاحق. تطورت مجموعات إضافية من العواصف الرعدية فوق جنوب غرب ولاية ميسوري (تشكلت بين بوليفار وقرطاج، وفي النهاية بناء خلفي في شمال شرق أوكلاهوما) ووسط أركنساس (تشكل جنوب غرب الينابيع الساخنة) بين 5:00 و 5:30 مساء بتوقيت المنطقة الزمنية الوسطى (23:00 - 23:30 التوقيت العالمي). على الرغم من أن هذا النشاط افتقر إلى الكثير من النشاط في بدايته، بدأت خلايا الحمل الحراري في إظهار التنظيم أثناء تقدمها باتجاه الشرق.
واحدة من هذه العواصف التي تشكلت من النشاط بعد الظهر الأولي بالقرب اركاديلفيا، أركنساس إلى المعمرة سوبرسل كما تقدم في، عميق رطبة، والبيئة عالية المنفصمة غير مستقرة. استمرت هذه الخلية في النهاية لمسافة 250 ميل (400 كـم) على مدى عدة ساعات من شرق أركنساس إلى كنتاكي، مما أدى إلى إنتاج العديد من الأعاصير الكبيرة والمكثفة على طول مسارها. قدر تحليل سرعة رادار دوبلر أن الخلية الفائقة حافظت على معدل دوران متوسط قدره 94 ميل في الساعة (151 كم/س) على مدى أربع ساعات تقريبًا، من بين ندرة العواصف الرعدية (بمتوسط 1.5% من جميع الخلايا الفائقة) التي تنتج دوران إعصاري يتجاوز هذه السرعات. في مكان آخر، تطورت خطوط متعددة من العواصف الشديدة، بعضها يضم خلايا عملاقة مدمجة، عبر منطقة وادي المسيسيبي، مما ساهم في زيادة الأعاصير القوية وطويلة العمر. بحلول ساعات ما قبل فجر شهر ديسمبر في 11 سبتمبر، أدى الانخفاض في عدم الاستقرار إلى ضعف تدريجي لخط من العواصف الرعدية الممتدة على طول الجبهة الباردة المرتبطة بها من شرق كنتاكي جنوبًا إلى وسط ولاية ألاباما.
أصدرت مركز التنبؤ بالعواصف سجل 43 مناقشة متوسطة (MCD) على مدار اليوم (12 بالتوقيت العالمي المنسق من 10 إلى 12 ديسمبر بالتوقيت العالمي المنسق 11 ديسمبر)، وكلها مرتبطة بنظام العاصفة الأوسع: 38 من MCDs الصادرة كانت مناقشات الحمل. فيما يتعلق بنشاط العواصف الرعدية الشديدة، وخمسة منها كانت مناقشات غير محمولة تتعلق بالثلوج الكثيفة المرتبطة بالنظام الذي سقط بشكل متزامن في معظم أنحاء الغرب الأوسط الأعلى. أصدرت خدمة الطقس الوطنية (NWS) ما مجموعه 146 تحذيرًا من الأعاصير طوال الليل لمناطق من عدة ولايات بما في ذلك أركنساس وتينيسي وميسوري وميسيسيبي وكنتاكي وإلينوي وإنديانا. كما تم إصدار العديد من التحذيرات من إعصار حالة خطيرة بشكل خاص وحالات طوارئ الإعصار أيضًا في أركنساس وتينيسي وكنتاكي وميسوري. ثمانية من تحذيرات الإعصار التي صدرت خلال الحدث من قبل مكاتب خدمة الطقس الوطنية في ممفيس وتينيسي وبادوكا بولاية كنتاكي كانت عبارة عن إعلانات طوارئ من إعصار، وهي الأكثر إصدارًا خلال شهر ديسمبر (محطمة الرقم القياسي السابق البالغ ثلاثة تم إصداره في 23 ديسمبر 2015).

## الأعاصير المؤكدة

### حدث 10 ديسمبر
| EF#  | الموقع                                                                | مقاطعة | الولاية                 | بداية الإحداثيات.                           | Time (بالتوقيت العالمي) | طول المسار            | أقصى عرض              | ملخص |
| ---- | --------------------------------------------------------------------- | --- | ----------------------- | ------------------------------------------- | ----------------------- | --------------------- | --------------------- | --- |
| EF0  | الجنوب الغربي من إيميرالد ماونتن                                      | مقاطعة إلمور | ألاباما                 | 32°26′11″N 86°07′57″W / 32.4364°N 86.1324°W | 22:12                   | 0.19 ميل (0.31 كـم)   | 50 يارد (46 م)        | حدث إعصار قصير وضعيف شمال شرق مونتغمري وجنوب شرق ويتومبكا. تم تفجير سقف وسقف أحد المنازل، وإزالة العديد من الألواح الخشبية للمنزل الثاني، وتطاير سقف منزل ثالث من الشرفة الخلفية. تم تفجير السياج، وتطاير الحطام الصغير في الأشجار. |
| EF0  | الشمال الشرقي من ويلزفيل                                              | مقاطعة مونتغومري | ميسوري                  | 39°05′35″N 91°32′20″W / 39.0930°N 91.5390°W | 00:59–01:00             | 1 ميل (1.6 كـم)       | 50 يارد (46 م)        | تسبب إعصار ضعيف في سقوط الأشجار وتلف محاصيل الذرة. |
| EF3+ | الجنوب الغربي من مونيت إلى الشمال الشرقي من سامبورغ                   | مقاطعة كريغهيد، مقاطعة ميسيسيبي، مقاطعة دونكلين، مقاطعة بيميسكوت، مقاطعة ليك، مقاطعة أوبيون                                                                            | أركنساس، ميسوري، تينيسي | 35°47′N 90°35′W / 35.79°N 90.59°W           | 01:08–02:45             | ~80 ميل (130 كـم)     | >500 يارد (460 م)     | 5 وفيات - ضرب إعصار أو إعصار شديد المدى وطويل الأمد العديد من البلدات. حدثت حالة وفاة واحدة في دار لرعاية المسنين في مونيت. وقتل شخص آخر عندما انهار جنرال دولار في ليتشفيل. وقعت ثلاث وفيات أخرى في ولاية تينيسي. مسح أولي. |
| EF1  | الشمال الغربي من برانسون ويست                                         | مقاطعة ستون | ميسوري                  | 36°42′29″N 93°23′13″W / 36.708°N 93.387°W   | 01:37–01:40             | 0.67 ميل (1.08 كـم)   | 75 يارد (69 م)        | وأصيب نحو 20 منزلا بأضرار في الأسطح والجوانب، وسقطت الأشجار وخطوط الكهرباء. |
| EF3  | الشمال الغربي من أوغوستا إلى الجنوب الشرقي من هارفستر                 | مقاطعة سانت تشارلز، مقاطعة سانت لويس | ميسوري                  | 38°35′54″N 90°54′31″W / 38.5982°N 90.9085°W | 01:35–01:57             | 21 ميل (34 كـم)       | 100 يارد (91 م)       | 1 الموت - اجتاح إعصار EF3 المتطور تمامًا ودمر منزلين بالقرب من ديفينس. كان أحدهم يبلغ من العمر 110 سنوات ويفتقر إلى الأساس الخرساني، والآخر، حيث قتل شخص وأصيب اثنان آخران، تم تنظيفه حتى الطابق السفلي، الذي كان لا يزال راسخًا على الأساس الخرساني. ولحقت أضرار بالعديد من المنازل والمباني الأخرى على طول الطريق. ولحقت أضرار بالمركبات وسقطت الأشجار وخطوط الكهرباء.                                                                                        |
| EF2  | الجنوب والجنوب الغربي فرجينيا إلى الشرق والجنوب الشرقي من تشاندلرفيل  | كاس | إلينوي                  | 39°53′43″N 90°14′23″W / 39.8954°N 90.2398°W | 01:47–01:59             | 12.78 ميل (20.57 كـم) | 200 يارد (180 م)      | تسبب الإعصار في أضرار جسيمة لمنزل وهدم العديد من المباني الزراعية في مزرعة. قُتل حصان وأصيب آخر. تم قلب العديد من صهاريج التخزين، وتضرر ما يقرب من 15 عمودًا للكهرباء، وسقطت الأشجار. |
| EF1  | جنوب من دياز                                                          | مقاطعة جاكسون | أركنساس                 | 35°37′57″N 91°15′49″W / 35.6324°N 91.2636°W | 02:06–02:07             | 0.5 ميل (0.80 كـم)    | 80 يارد (73 م)        | ولحقت أضرار بمبانى ومبانى سكنية في حديقة مجاورة. تم اقتلاع العديد من الأشجار. |
| EF2  | الشمال الشرقي من أتيربيري                                             | مقاطعة مينارد | إلينوي                  | 40°03′39″N 89°54′55″W / 40.0607°N 89.9153°W | 02:07–02:16             | 4.6 ميل (7.4 كـم)     | 250 يارد (230 م)      | تسبب إعصار قوي في إلحاق أضرار جسيمة أو تدمير العديد من الحظائر والمباني الملحقة. أصيب أحد المنازل بأضرار جسيمة في سقفه، فيما قُطِعت العديد من الأشجار أو اقتلعت من جذورها. كما تم قلب محور الري. |
| EF2  | الشمال الشرقي من أوغوستا                                              | مقاطعة وودروف، مقاطعة جاكسون | أركنساس                 | 35°18′25″N 91°21′35″W / 35.307°N 91.3598°W  | 02:13–02:22             | 8.6 ميل (13.8 كـم)    | 500 يارد (460 م)      | ولحقت أضرار جسيمة بالمنازل والمباني الزراعية. تم قطع الأشجار واقتلاعها. أصيب ثلاثة أشخاص. |
| EF3  | الجنوب الغربي من إدوردسفيل                                            | مقاطعة ماديسون | إلينوي                  | 38°45′40″N 90°02′54″W / 38.7611°N 90.0482°W | 02:28–02:32             | 3.65 ميل (5.87 كـم)   | 300 يارد (270 م)      | 6 وفيات - ضرب إعصار كبير شمال شرق شاطئ بونتون، واشتد بسرعة قبل أن يضرب أحد مستودعات الأمازون. انهارت جدران المبنى المواجهة للغرب إلى الداخل، مما تسبب في فشل هيكلي متتالي في الجدران وجزء كبير من السقف. قُتل ستة أشخاص في المستودع. تم إلقاء السيارات في المنشأة باتجاه الشرق، بينما دمرت خطوط الكهرباء وعدة أبراج كبيرة للضغط العالي. تم تدمير منزل متنقل غير مرخص ومبنى خارجي، بينما تعرضت المنازل لمزيد من الأضرار السطحية. تم قطع الأشجار على طول الطريق. |
| EF1  | الجنوب والجنوب الغربي بيدفيل                                          | مقاطعة جاكسون | أركنساس                 | 35°24′28″N 91°07′30″W / 35.4077°N 91.125°W  | 02:30–02:31             | 0.5 ميل (0.80 كـم)    | 30 يارد (27 م)        | تم اقتلاع بعض الأشجار، وتم نسف مقطورتين للسفر. |
| EF3+ | الجنوب الغربي من كايس إلى مايفيلد إلى داوسون سبرينغز إلى غرب مكدانيلز | مقاطعة فلتون، مقاطعة هيكمان، مقاطعة غريفز، مقاطعة مارشال، ليون، مقاطعة كالدويل، مقاطعة هوبكنز، مقاطعة مولينبرغ، مقاطعة مكلين، أوهايو، مقاطعة بريكينريج، مقاطعة غرايسون | كنتاكي                  | 36°34′N 89°02′W / 36.56°N 89.04°W           | 02:55–05:45             | ~150 ميل (240 كـم)    | >1,320 يارد (1,210 م) | أكثر من 50 حالة وفاة - راجع المقالة الخاصة بهذا الإعصار - تم تأكيد 11 حالة وفاة في داوسون سبرينغز، واثنتي عشرة في بريمن، وعشرون في مايفيلد. بالإضافة إلى ذلك، توفي أربعة أشخاص في مقاطعة كالدويل (التي تضم جزءًا من داوسون سبرينغز)، وتوفي شخص واحد في مقاطعة فولتون. يقدر عدد القتلى بناء على تقارير من المسؤولين الحكوميين. مسح أولي. |
| EF2  | جنوب من سورنتو إلى الشمال الغربي من كودن                              | Bond، مقاطعة مونتغومري، مقاطعة فاييت، مقاطعة شيلبي | إلينوي                  | 38°59′07″N 89°34′11″W / 38.9854°N 89.5697°W | 02:53–03:36             | 41.47 ميل (66.74 كـم) | 690 يارد (630 م)      | دمر إعصار طويل المسار المباني الخارجية، وقطع أو لوى أو اقتلع العديد من الأشجار، وأسقط خطوط الكهرباء. |
| EF2  | الجنوب والجنوب الشرقي من وندسور إلى الشمال الشرقي من ماتون            | مقاطعة شيلبي، مقاطعة مولتري، مقاطعة كولز | إلينوي                  | 39°25′08″N 88°35′24″W / 39.419°N 88.59°W    | 03:50–04:04             | 15.8 ميل (25.4 كـم)   | 200 يارد (180 م)      | تم تدمير مبنى خارجي مزرعة صغير وكسر أعمدة الكهرباء جنوب شرق وندسور. وضرب الإعصار مصنعا للخدمات الزراعية غربي الشواذ وألحق أضرارا أو دمر عدة مبان وقلب ثلاث شاحنات صهريجية. تضررت منازل ومباني إضافية إضافية في مقاطعة كولز الغربية. |
| EF0  | شمال من سيدار ليك                                                     | ليك | إنديانا                 | 41°25′N 87°28′W / 41.41°N 87.46°W           | 04:05–04:10             | 4.8 ميل (7.7 كـم)     | 100 يارد (91 م)       | تسبب إعصار ضعيف في تناثر الضوء إلى أضرار معتدلة في السقف. تم قطع العديد من أطراف الأشجار وسقوط العديد من الأشجار وعمود كهرباء. |
| EF2  | الشمال الشرقي من إلنغتون                                              | مقاطعة رينولدز | ميسوري                  | 37°16′24″N 90°52′36″W / 37.2734°N 90.8766°W | 04:05–04:11             | 6.3 ميل (10.1 كـم)    | 300 يارد (270 م)      | ضرب إعصار قوي منزلين بشكل كامل ودمر الجدار الخارجي لمنزل ثالث. ولحقت أضرار بمنازل أخرى ومقطورة واحدة. تم تدمير مبنيين ملحقين، بينما قطعت الأشجار وخطوط الكهرباء. |
| EF3  | نيوبيرن إلى كنتون إلى دريسدن                                          | ديير، مقاطعة جيبسون، مقاطعة أوبيون، مقاطعة ويكلي | تينيسي                  | 36°08′N 89°13′W / 36.14°N 89.21°W           | 04:30–05:08             | >30 ميل (48 كـم)      | >50 يارد (46 م)       | تم الإبلاغ عن أضرار كبيرة في نيوبورن وكنتون. تم الإبلاغ عن أضرار كبيرة في وسط مدينة دريسدن، مع تدمير العديد من المنازل. في مقاطعة هنري، تضررت الأشجار، وسقطت الأشجار. ربما استمر الإعصار في مقاطعة هنري وستيوارت. أصيب شخص واحد في درسدن. |
| EF3  | غرب مكدانيلز                                                          | أوهايو، مقاطعة بريكينريج، مقاطعة غرايسون | كنتاكي                  | 36°56′N 86°35′W / 36.93°N 86.58°W           | 05:30–05:45             | >10 ميل (16 كـم)      | 150 يارد (140 م)      | مسح أولي. قد يكون متصلاً بالإعصار الطويل المسار الذي ضرب مايفيلد. تم تأكيد تلف EF2 شمال أولاتون في مقاطعة أوهايو وتأكد ضرر EF3 بين أولاتون وهاتبفورد. |
| EF2+ | الشمال الشرقي من بوكانان إلى بمبروك                                   | مقاطعة هنري، مقاطعة ستيوارت، مقاطعة كرستشيان | تينيسي، كنتاكي          | 36°30′49″N 88°01′41″W / 36.5136°N 88.0280°W | 05:54–06:30             | >25 ميل (40 كـم)      | >440 يارد (400 م)     | تم الإبلاغ عن أضرار وإصابات هيكلية في مقاطعة ستيوارت. تم تأكيده عبر توقيع حطام الإعصار. قد يكون مسار تورنادو متصلاً بـ نيوبورن– Dresden EF3 إلىrnado. أصيب ثلاثة أشخاص. تم تصنيف جزء مقاطعة ستيوارت من المسار EF2، بطول مسار يبلغ 22 ميلاً (35 كم)، من بحيرة كنتاكي إلى فورت كامبل. |

### حدث 11 ديسمبر
| EF# | الموقع                                                             | مقاطعة           | الولاية | بداية الإحداثيات.                           | Time (بالتوقيت العالمي) | طول المسار           | أقصى عرض         | ملخص |
| --- | ------------------------------------------------------------------ | ---------------- | ------- | ------------------------------------------- | ----------------------- | -------------------- | ---------------- | --- |
| EF? | غرب راسلفيل                                                        | لوجان            | كنتاكي  | 36°52′N 87°02′W / 36.86°N 87.04°W           | 06:45–                  | >5 ميل (8.0 كـم)     | >100 يارد (91 م) | تم تأكيده عبر العديد من أجهزة رصد العواصف وتوقيع حطام الإعصار. |
| EF1 | جنوب شرق جبل واشنطن                                                | سبنسر            | كنتاكي  | 38°01′N 85°29′W / 38.01°N 85.49°W           | 06:51–06:53             | 1.5 ميل (2.4 كـم)    | 100 يارد (91 م)  | وقد تأثرت مزرعة، حيث هدم عدد قليل من الصوامع وانهارت حظيرة. تم تدمير الأشجار وتضررت المباني الملحقة. |
| EF3 | بولينج جرين                                                        | وارين            | كنتاكي  | 36°56′N 86°35′W / 36.93°N 86.58°W           | 07:19–07:24             | 5 ميل (8.0 كـم)      | 250 يارد (230 م) | 12 حالة وفاة - تحركت تورنادو عبر بولينج جرين، كنتاكي حيث تعرضت مئات المنازل لأضرار جسيمة، بما في ذلك انهيار الجدران الخارجية وإزالة الأسقف وتفجير المرائب وتدمير المرائب. تعرضت الأعمال التجارية في الولايات المتحدة 31-W Bypass لأضرار جسيمة. وسقطت المئات من خطوط الكهرباء وانقطعت أعمدة الكهرباء. تم قطع العديد من الأشجار أو اقتلاعها أو التواءها. وانقلبت عشرات السيارات وفتلت وألقيت داخل المنازل. تم نقل مقطورة جرار محملة بالكامل حوالي 15 ياردة (14 م) أمام مطعم. في مصنع تجميع جنرال موتورز كورفيت، حدث تلف كبير في السقف، مع إلقاء الصفائح المعدنية والعزل وغيرها من الحطام مئات الياردات. تم تدمير حاجز أمني في مصنع تجميع كورفيت بالكامل، مع إلقاء أجزاء كبيرة من المبنى على بعد عدة مئات من الياردات. وأصيب العشرات. مسح أولي. |
| EF2 | كهف الحصان إلى هارديفيل                                            | هارت             | كنتاكي  | 36°56′N 86°35′W / 36.93°N 86.58°W           | 07:51–08:03             | 8 ميل (13 كـم)       | 200 يارد (180 م) | مسح أولي. أصيب شخص واحد. |
| EF1 | جنوب أدا                                                           | هاردن            | OH      | 40°43′50″N 83°49′35″W / 40.7305°N 83.8264°W | 08:06–08:10             | 1.6 ميل (2.6 كـم)    | 260 يارد (240 م) | تعرضت الأعمال التجارية والمنزل والمباني الملحقة المجاورة لأضرار جسيمة. تم تفجير الحطام من المباني الملحقة على بعد 0.7 ميل (1.1 كم). تم قطع العديد من الأشجار أيضًا. |
| EF3 | سالوما                                                             | تايلور           | كنتاكي  | 36°56′N 86°35′W / 36.93°N 86.58°W           | TBD                     | >1 ميل (1.6 كـم)     | 100 يارد (91 م)  | 1 الوفاة - مسح أولي. |
| EF1 | الغرب والشمال الغربي من لوبيلفيل إلى الشمال الغربي من بوكسنورت     | بيري، همفريز     | تينيسي  | 35°48′00″N 87°53′16″W / 35.7999°N 87.8877°W | 08:15–08:26             | 12.2 ميل (19.6 كـم)  | 250 يارد (230 م) | تمزق سقف من الحظيرة، وقلبت عربة سكن متنقلة، وسقطت العديد من الأشجار. تبدد الإعصار عند خط مقاطعة همفريز-هيكمان. |
| EF0 | الشمال والشمال الغربي من سنترفيل                                   | هيكمان           | تينيسي  | 35°56′01″N 87°35′03″W / 35.9336°N 87.5841°W | 08:34–08:38             | 4.66 ميل (7.50 كـم)  | 100 يارد (91 م)  | تم إسقاط العديد من الأشجار أثناء عبور الإعصار الطريق السريع 40. |
| EF2 | الجنوب والجنوب الغربي ديكسون إلى بورنز                             | ديكسون           | تينيسي  | 35°59′51″N 87°26′28″W / 35.9974°N 87.441°W  | 08:43–08:51             | 8.34 ميل (13.42 كـم) | 500 يارد (460 م) | تسبب الإعصار القوي في إلحاق أضرار جسيمة بالأسطح والجدران الخارجية للعديد من المنازل، بما في ذلك بعض المنازل التي تم نقلها من أساساتها. كما تضررت الأشجار وأعمدة الطاقة الكهربائية. أصيب شخصان. |
| EF1 | الجنوب والجنوب الشرقي من بورنز إلى الجنوب والجنوب الغربي وايت بلوف | ديكسون           | تينيسي  | 36°01′33″N 87°18′18″W / 36.0257°N 87.3051°W | 08:49–08:54             | 5.3 ميل (8.5 كـم)    | 175 يارد (160 م) | وسقطت عدة أشجار وتقطعت أغصانها. |
| EF2 | شرق من وايت بلوف إلى الشمال والشمال الشرقي من بيغرام               | ديكسون،تشيثام    | تينيسي  | 36°06′17″N 87°11′36″W / 36.1048°N 87.1934°W | 08:56–09:07             | 10.5 ميل (16.9 كـم)  | 400 يارد (370 م) | وتعرضت العديد من المنازل والشركات لأضرار في الأسطح، وانهارت جدران الحظيرة، وقطعت الأشجار وأعمدة الكهرباء. أصيب شخص واحد. |
| EF1 | جنوب من هرميتاج ‏ إلى ماونت جولييت                                  | ديفيدسون، ويلسون | تينيسي  | 36°08′32″N 86°35′21″W / 36.1422°N 86.5892°W | 09:31–09:39             | 7.6 ميل (12.2 كـم)   | 100 يارد (91 م)  | تحرك إعصار من بالقرب من بحيرة بيرسي بريست إلى جبل جولييت، وعبر العديد من التقسيمات الفرعية. تعرضت العديد من المنازل لأضرار طفيفة في الغالب في السقف والجوانب، على الرغم من أن بعض المنازل تعرضت لأضرار أكثر اعتدالاً. كان لأحد المنازل جانبه الشرقي وتطاير المرآب. تعرضت مدرسة ماونت جولييت الابتدائية لأضرار طفيفة في السقف أيضًا. كما تم إسقاط العديد من الأشجار على طول الطريق أيضًا. |

## التأثير
بشكل عام، تأثرت العديد من الولايات بشدة بالأعاصير. تعرضت المنازل والشركات لأضرار جسيمة في العديد من المجتمعات على طول مسار كل من العواصف المدمرة، مع انهيار بعضها وتحويلها إلى أنقاض. تمت إزالة أوراق الأشجار وأغصانها تمامًا، وحدث تجريف الأرض في بعض المناطق. تم تأكيد وفاة ما لا يقل عن 76 شخصًا بعد الأعاصير، من بينهم 60 في كنتاكي.
| ولاية   | قتلى | مقاطعة      | قتلى |
| ------- | ---- | ----------- | ---- |
| أركنساس | 2    | كريغيد      | 1    |
| أركنساس | 2    | ميسيسيبي    | 1    |
| إلينوي  | 6    | ماديسون     | 6    |
| كنتاكي  | 63+  |             |      |
| كنتاكي  | 63+  | كالدويل     | 4    |
| كنتاكي  | 63+  | فولتون      | 1    |
| كنتاكي  | 63+  | قبور        | 20   |
| كنتاكي  | 63+  | هوبكنز      | 13   |
| كنتاكي  | 63+  | موهلينبيرج  | 12   |
| كنتاكي  | 63+  | تايلور      | 1    |
| كنتاكي  | 63+  | وارين       | 12   |
| ميسوري  | 1    | سانت تشارلز | 1    |
| تينيسي  | 4    | بحيرة       | 2    |
| تينيسي  | 4    | أوبيون      | 1    |
| تينيسي  | 4    | شيلبي       | 1    |
| مجموع   | 76+  |             |      |

### أركنساس
بدأت الخلية العملاقة التي ستنتج أعاصير متعددة عبر أربع ولايات في عرض تناوب سطحي جنوب غرب سيرسي، أركنساس حوالي الساعة 5:30 مساء بتوقيت المنطقة الزمنية الوسطى (23:30 بالتوقيت العالمي) في 10 ديسمبر. الساعة 5:51 مساء أصدر مكتب خدمات الطقس الوطني في نورث ليتل روك أول تحذير من إعصار مرتبط بالعاصفة لأجزاء من مقاطعات جاكسون ولورانس ووايت وودروف. هبطت إحدى أولى الأعاصير المرتبطة بالعاصفة في مقاطعة بوينسيت الغربية، بالقرب من وينر، حوالي الساعة 6:40 مساء بتوقيت المنطقة الزمنية الوسطى؛ بعد حوالي خمسة عشر دقيقة، أبلغ مراقبو العاصفة عن إعصار كبير بالقرب من جرينفيلد، مما أدى إلى تحذير إعصار PDS لأجزاء من مقاطعات بوينسيت و كريغهيد وميسيسيبي (بما في ذلك المناطق الواقعة جنوب جونزبورو).
ضرب أول إعصار رئيسي طويل المسار لتفشي المرض في مقاطعة كريغيد الشمالية الشرقية، شمال شرق ليك سيتي، الساعة 7:08 مساء بتوقيت المنطقة الزمنية الوسطى (01:08 بالتوقيت العالمي) مساء يوم 10 ديسمبر؛ الإعصار، الذي نما إلى عرض 800 يارد (730 م) وفقًا للتقديرات الأولية، تم تتبعها من الشمال الشرقي إلى مونيت حوالي الساعة 7:23 مساء ضرب الإعصار دار رعاية مونيت مانور، مما أسفر عن مقتل شخص واحد ومحاصرة 20 من المقيمين والموظفين الآخرين. ووردت أنباء عن إصابة خمسة أشخاص بجروح خطيرة. كما تم إغلاق الطرق السريعة الحكومية 135 و139 بالقرب من المدينة بسبب انقطاع خطوط الكهرباء على الطرق. عبر الإعصار لاحقًا إلى مقاطعة ميسيسيبي الشمالية الغربية، ودخل الأجزاء الشمالية من ليتشفيل في الساعة 7:30 مساء بتوقيت المنطقة الزمنية الوسطى؛ هناك، دمرت دولارًا محليًا، حيث قُتلت امرأة (كانت تعمل كمساعدة مدير المتجر). عبر الإعصار خط الولاية إلى مقاطعة دنكلين بولاية ميسوري حوالي الساعة 7:40 مساء بتوقيت المنطقة الزمنية الوسطى.
ضرب إعصار منفصل - نشأ من خلية عملاقة تشكلت على طول مجمع شبه خطي للعواصف الرعدية يتحرك عبر وسط وشرق أركنساس في وقت متأخر من ذلك المساء - في مقاطعة بوينسيت، وضرب بلدة ترومان بعد 9:10 بوقت قصير مساء بتوقيت المنطقة الزمنية الوسطى. تم الإبلاغ عن أضرار جسيمة في المدينة؛ تم اقتلاع سقف مبنى إدارة الإطفاء في ترومان، وتضرر دار رعاية محلية، على الرغم من عدم إصابة أي شخص أثناء إخلاء المبنى قبل أن يضرب الإعصار. شاحنة نصف مقطورة انقلبت على الممر الشمالي للطريق السريع 555 جنوب غرب ترومان بسبب رياح خط مستقيم مرتبطة بالسوبرسيل، مما تسبب في تسرب الغاز الطبيعي داخل الشاحنة إلى الطريق السريع، مما أدى إلى إغلاق كليهما ممرات الطريق السريع معظم المساء.

### إلينوي
ضرب إعصار في مقاطعة ماديسون، شمال غرب تقاطع الطرق السريعة 255 و270، الساعة 8:28 مساء بتوقيت المنطقة الزمنية الوسطى مساء يوم 10 ديسمبر؛ نما الإعصار إلى عرض 300 يارد (270 م) وعززت إلى شدة EF3 أثناء تتبعها شمال شرق إدواردسفيل بعد الساعة 8:30 بوقت قصير مساء وفقًا لشرطة إدواردسفيل، لقي ستة أشخاص على الأقل مصرعهم خلال الانهيار الجزئي لمستودع أمازون محلي، حيث كان العمال الليليون يبدأون نوباتهم وكان العديد من الموظفين يحضرون حفلة عيد الميلاد التي كانت تقام مع اقتراب الإعصار من المدينة. وأظهرت لقطات مصورة بطائرة بدون طيار سقفًا منهارًا جزئيًا وداخلية محترقة.
كما حوصر ما بين 50 و 100 شخص في بقايا المستودع السليمة؛ تم إحضار حوالي 30 شخصًا إلى مركز شرطة بونتون بيتش في حافلة لمزيد من التقييم. ونُقل شخص بالطائرة المروحية إلى المستشفى. فجّر الإعصار سقف المبنى، كما انهار جدار يبلغ ارتفاعه 100 قدم.

### كنتاكي
بعد الإعصار الأصلي ذي المسار الطويل الذي هبط لأول مرة في شمال شرق أركنساس (وضرب مونيت) على ما يبدو تبدد في مقاطعة أوبيون بولاية تينيسي، خضعت السوبرسيل المرتبط بمرحلة قصيرة من ركوب الدراجات المتوسطة حيث بدأت في العبور إلى كنتاكي وأنتجت إعصارًا جديدًا طويل المسار بالقرب من مجتمع State Line حوالي الساعة 8:55 مساء بتوقيت المنطقة الزمنية الوسطى (02:55 التوقيت العالمي). ضرب الإعصار كايس في حوالي الساعة 9:00 مساءً، وانتقل إلى الشمال الشرقي عبر المجتمعات الريفية في مقاطعتي فولتون وهيكمان. يوازي بشكل وثيق الطريق السريع 69 والولايات المتحدة 45 في مقاطعة جريفز، الإعصار (الذي انتقل إلى المدينة في 60 ميل في الساعة (97 كم/س)) تحركت مباشرة نحو مايفيلد، ودخلت المدينة في 9:25 مساء بتوقيت المنطقة الزمنية الوسطى. بعد دقيقة واحدة، الساعة 9:26 مساء أصدرت بتوقيت المنطقة الزمنية الوسطى، المكتب الوطني لخدمة الطقس في بادوكا حالة طوارئ لإعصار مايفيلد. أشار تحليل الرادار إلى أن الإعصار قد رفع حطامًا يصل إلى 30,000 قدم (9,100 م) في الهواء أثناء اقتحامها وإلى الشمال الشرقي من المدينة. إحدى هذه القطع من الحطام، صورة من عام 1942 نشأت في داوسون سبرينغز، انتهى بها الأمر ما يقرب من 130 ميل (210 كـم) في نيو ألباني، إنديانا.
تعرضت معظم الهياكل في مايفيلد لأضرار جسيمة أو دمرت. لحقت أضرار جسيمة بالعديد من الهياكل في منطقة الحي التجاري مايفيلد داون تاون، بما في ذلك مبنى البلدية؛ تعرضت محكمة مقاطعة جريفز لأضرار جسيمة في السقف، وتمزق برج الساعة، وهدمت بعض جدران الطابق العلوي الخارجية. كما تم تدمير مركز الإطفاء ومركز الشرطة بالمدينة. فقد مركز عمليات الطوارئ بالبلدة القدرة على نقل الاتصالات اللاسلكية. وبحسب ما ورد حوصر حوالي 110 أشخاص في مصنع الشموع في منتجات مايفيلد الاستهلاكية عندما ضرب الإعصار المنشأة؛ بحلول مساء 12 ديسمبر / كانون الأول، قال مسؤولو المدينة إن ثمانية أشخاص لقوا حتفهم وما زال ثمانية آخرون في عداد المفقودين في المصنع. صرح حاكم ولاية كنتاكي آندي بيشير أن أكثر من 50 شخصًا لقوا حتفهم في المدينة خلال مقابلة هاتفية مباشرة مع شركة WLKY التابعة لشركة سي بي إس في 11 ديسمبر. وزاد لاحقًا تقديراته إلى 70 شخصًا، وقال أيضًا إن عدد القتلى قد يرتفع إلى أكثر من 100 في جميع أنحاء الولاية.
حدث انحراف قطار عن مساره في إيرلينجتون شمل قطار خط شحن CSX. التقط الإعصار إحدى عربات شحن القطار وألقاه في أحد المنازل. ولم ترد انباء عن وقوع اصابات.
في مقاطعة تريغ، ترك أكثر من 14000 ساكن بدون كهرباء. في جميع أنحاء الولاية، تشير التقديرات إلى أن ما بين 60.000 وأكثر من 80.000 شخص تركوا بدون كهرباء.
ضرب إعصار بالقرب من بولينج جرين واقترب من وسط المدينة حوالي 1:19 صباحا بتوقيت المنطقة الزمنية الوسطى في 11 ديسمبر؛ نشأ إعصار EF3 على الحافة الخلفية لسوبر سيل من سلسلة من العواصف الرعدية القوية إلى الشديدة فوق غرب تينيسي في وقت متأخر من مساء يوم 10 ديسمبر. تمت ملاحظة نهج الإعصار الليلي أثناء تغطية الطقس القاسية الطويلة على شبكة أيه بي سي / فوكس التابعة لـ WBKO؛ التقطت الكاميرا البرجية للمحطة، والتي كانت موجهة نحو الأقسام الغربية من بولينج جرين، انقطاعًا هائلاً في الطاقة في هذا الجزء من المدينة حيث تم قطع العديد من خطوط النقل دون اتصال بسبب الإعصار، قبل مرفق استوديو المحطة (الموجود على طول طريق الولايات المتحدة السريع 68 / كنتاكي الطريق 80 ووليام إتش ناتشر باركواي) لفترة وجيزة فقدت الكهرباء.
تم الإبلاغ عن أضرار عاصفة كبيرة في بولينج جرين، مما دفع جامعة كنتاكي الغربية إلى إلغاء مراسم البدء يوم السبت المقبل، بسبب فقدان الحرم الجامعي للطاقة؛ قُتل أحد أقارب أحد الطلاب المتخرجين في WKU في العاصفة. تم الإبلاغ عن 11 حالة وفاة على الأقل في بولينج جرين والمناطق المتضررة القريبة من مقاطعة وارين، وفقًا لـ WBKO، وتم الإبلاغ عن عدد غير معروف من الإصابات في المدينة ومقاطعة وارين أيضًا؛ تعرضت المجمعات السكنية والمصانع على الجانب الغربي من المدينة لأشد الأضرار جسيمة من الإعصار.
وبلغ عدد القتلى في بريمن بمقاطعة موهلينبرج 12 قتيلا تتراوح أعمارهم بين 5 أشهر و 75 عاما. ومن بين القتلى قاضي المقاطعة بريان كريك، الذي مثل مقاطعات موهلينبيرج وماكلين، وأكد ذلك في بيان صادر عن المحكمة العليا في كنتاكي. عانى العديد من السكان من إصابات استدعت رعاية طبية. وسقط عدد كبير من الأشجار ودمرت منازل كثيرة.
في مقاطعة تايلور، قتلت امرأة. وقال مسؤولون في المقاطعة إن أضرارا كبيرة حدثت، لكن لم يعرف مدى الضرر. وقال عمال الإنقاذ إن العديد من المباني دمرت في المحافظة. تم نقل المصابين إلى منشأة طبية قريبة.
بسبب انقطاع التيار الكهربائي الناجم عن العواصف، قام مكتب خدمة الطقس الوطني في بادوكا بنقل مسؤوليات التحذير مؤقتًا لمنطقة تحذير المقاطعة الخاصة به إلى سبرينغفيلد، مكتب ميسوري، ومحطات راديو الطقس NOAA التي يديرها مكتب بادوكا، توقفت مؤقتًا عن البث. في أجزاء من الولاية أثناء تفشي المرض.
لقد خلفت الأعاصير في كنتاكي ما لا يقل عن 63 حالة وفاة مؤكدة. لا تزال فرق البحث والإنقاذ تبحث بنشاط عن ناجين. يُقدر أن الإعصار هو على الأرجح أعنف إعصار منفرد في تاريخ ولاية كنتاكي منذ اندلاع منطقة لويزفيل عام 1890، وأخطر تفشٍ حدث في الولاية منذ اندلاع سوبر عام 1974.

### ميسوري
وفي مقاطعة سانت تشارلز بولاية ميسوري، لقي شخص مصرعه وأصيب ثلاثة آخرون، أحدهم في حالة خطيرة، بسبب انهيار المباني. هبط الإعصار بالقرب من طريق ميسوري 94 في ديفاينس قبل أن ينطلق إلى المدينة.

### تينيسي
تم تأكيد ثلاث حالات وفاة (اثنان في مقاطعة أوبيون وواحدة في مقاطعة ليك) من قبل المسؤولين في إدارة الطوارئ في مقاطعة أوبيون ووكالة إدارة الطوارئ في تينيسي. تم الإبلاغ عن وفاة شخص رابع في مقاطعة شيلبي. كما تم الإبلاغ عن إصابات خطيرة متعددة في حديقة منزلية متنقلة في سامبورغ وفي منتجع. ورد أن سامبورغ «سويت بالأرض بشكل جيد» من قبل موظف مكتب مأمور مقاطعة أوبيون. أكثر من 130 ألف شخص تركوا بدون كهرباء في الولاية.

## التأثيرات غير العاصفة
دخلت العاصفة الشتوية الأولية، التي يشار إليها بشكل غير رسمي بواسطة قناة الطقس (TWC) باسم عاصفة الشتاء أتيكوس، غرب الولايات المتحدة في 9 ديسمبر. جلبت العاصفة أول تساقط للثلوج يمكن قياسه في موسم الأمطار إلى ولاية يوتا. في جنوب وايومنغ وكولورادو، انخفض إجمالي العاصفة 3 قدم (0.91 م) من الثلج في الجبال.
في مينيسوتا، تلقت بعض البلدات والمدن أكثر من 1 قدم (30 سـم) من الثلج. تلقت المدن التوأم 21 بوصة (53 سـم) كحد أقصى (53 من الثلوج، مما يجعل العاصفة الشتوية أكبر عاصفة ثلجية تُسجل في المنطقة منذ عاصفة ثلجية أخرى في أبريل 2018. أعلن كل من مينيابوليس وسانت بول حالات طوارئ متعلقة بالثلوج. في المدن التوأم، ذكرت مترو ترانزيت أن نصف حافلاتها قد تأخرت. تم إلغاء أكثر من 250 رحلة جوية في مينيابوليس - مطار سانت بول الدولي. بالقرب من فاريبولت، حدث تراكم من سبع سيارات على الطريق السريع 35. أبلغت مينيسوتا ستيت باترول عن 232 حادثة تحطم، تسببت في إصابة 19. أصدرت خدمة الأرصاد الجوية الوطنية تحذيرات من عواصف الشتاء لجزء من ولاية مينيسوتا خلال 10 ديسمبر.
في ولاية ساوث داكوتا، أصدرت سو فولز تنبيهًا للثلوج. أصدر مكتب شرطة مقاطعة لينكولن تنبيهًا بعدم السفر. كانت العديد من الطرق السريعة، بما في ذلك الطريق السريع 229 والطريق السريع 90، مغطاة بالثلوج. ألغت العديد من المناطق التعليمية في جميع أنحاء المنطقة الفصول الدراسية في 10 ديسمبر.
جلب نظام العاصفة هبوب رياح تصل إلى 60 ميل في الساعة (97 كم/س) إلى ميشيغان السفلى وشمال إنديانا. تم ترك ما يقرب من 200000 عميل بدون كهرباء في ميتشيغان مع مرور العاصفة، بينما فقد أكثر من 7000 عميل الطاقة في ولاية ويسكونسن. هذه الرياح، التي تصل سرعتها إلى 100 كم / ساعة (62 ميلاً في الساعة)، حلقت عبر بحيرات إيري وأونتاريو وجنوب أونتاريو ووادي نهر سانت لورانس في كيبيك، حيث فقد أكثر من 210.000 عميل الطاقة.

## ما بعد الكارثة
جهود التعافي جارية حاليًا، حيث تقوم مجموعات الإغاثة في حالات الكوارث والمجموعات الإنسانية، مثل الصليب الأحمر الأمريكي، وجيش الإنقاذ، ومنظمة الرؤية العالمية بجمع التبرعات والسفر إلى أو شحن مواد الإغاثة إلى المناطق المتضررة لتقديم المساعدة.
في 11 كانون الأول (ديسمبر)، وافق الرئيس الأمريكي جو بايدن على إعلان الطوارئ الفيدرالي عن الكوارث في ولاية كنتاكي. صرح بايدن أيضًا أنه سيوافق على إعلانات الطوارئ للدول الأخرى إذا قدمتها. في وقت سابق من ذلك اليوم، أعلن الحاكم بشير حالة الطوارئ في أجزاء من غرب كنتاكي. أعلن بشير أيضًا عن إنشاء صندوق إغاثة من الإعصار وطلب من الناس التبرع بالدم، حيث كان الدم المتبرع به ينخفض طوال الكارثة. وذكر بايدن أيضًا أنه سيزور المناطق المتضررة من العاصفة بعد أن تأكد أنه «لن يعيق عملية الإنقاذ والانتعاش».